# Ji Han-jae
Ji Han-jae (Hangul : 지한재; Chi Hon-tsoi) est né le 15 août à Andong, Gyeongsangbuk-do, Corée du Sud en 1936. Il est le principal réformateur du Hapkido et le fondateur du Sin Moo Hapkido.

## Enfance
Ji Han-jae est né à Andong, en Corée, de Ji Sung Tae et Kwon Pun Nan le 15 août 1936 d’après le calendrier lunaire (D’après le calendrier occidental la date est le 30 septembre 1936. Le 15 avril est aussi célébré par beaucoup comme le nouvel an Coréen). À cause des taux de mortalité infantile élevés, les enfants étaient rarement déclarés le jour exact de leur naissance mais souvent des mois voire parfois des années plus tard. Les parents de Ji, eux, le déclarèrent le 27 octobre. Les cent premiers jours de la vie étaient souvent les plus dangereux et en Corée on célébrait l’anniversaire des cent jours pour marquer cette étape importante. C’est aussi le moment où l’enfant atteint un an, puisqu’il a aussi vécu neuf mois en sa mère. Alors que Ji était toujours bébé, sa famille déménagea à Sun Yang, en Mandchoukouo, qui fait partie de la Chine actuelle (Mandchoukouo était un protectorat Japonais formé en 1932 après l’invasion Japonaise de la Mandchourie).
Alors qu’il était à l’école, Ji commença son apprentissage informel des arts martiaux auprès de plusieurs instructeurs et moines Taoïstes qui passaient dans les villes et enseignaient aux enfants. Il commença l’école à Sun Yang, sous le système éducatif Japonais et où il apprit le Chinois et le Japonais. Entre la fin de la Seconde Guerre mondiale et le début de la guerre civile en Chine, la famille Ji retourna à Andong.

## Apprentissage (1949-1958)

### Yu Kwon Sul

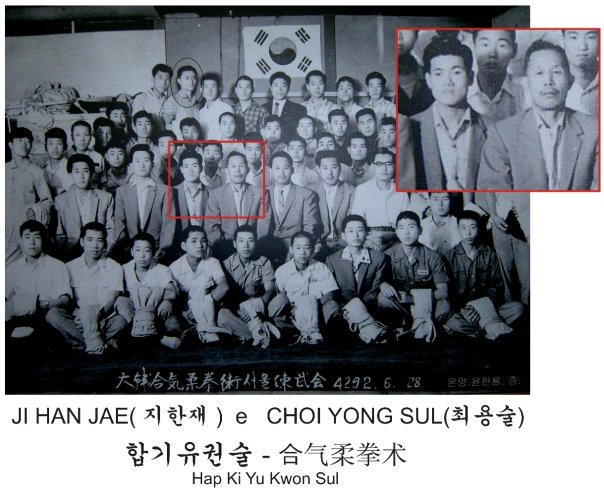
Ji Han-jae et Choi Yong-sul.

Ji Han-jae commença son véritable entraînement aux arts martiaux avec le Yawara ou Daïto-Ryu Aïki-Jujutsu (nom japonais rapidement changé en Dae Han Hapki Yu Kwon Sul, sa traduction coréenne) quelques années plus tard avec Choi Yong-sul à l’âge de 13 ans. Il était un des premiers élèves de Choi, il poursuivait également des études générales au lycée à Taegu. Il obtint rapidement la ceinture noire bien qu’il fût considéré comme un étudiant junior à cause de son jeune âge. Les techniques qu’il apprit à cette époque étaient principalement des blocages articulaires, des projections, et des coups de pied bas. Choi n’avait pas encore d’école et donnait uniquement des cours privés. Ji s’entraînait avec Choi tous les jours avant et après l’école, et les jours où il n’avait pas école (ou séchait l’école), il y était toute la journée. Pendant les grandes vacances, il y passait aussi tout son temps.
Ji étudiait l’architecture et l’ingénierie à l’école, et, en même temps, vivait dans une maison qu’il avait construite lui-même. Tout en poursuivant ses études pour l’obtention de son diplôme, il travailla 10 mois en tant qu’architecte pour la ville de Taegu. Il s’entraîna à plein temps avec Choi jusqu’en 1957, date à laquelle il quitta sa ville natale, Andong, pour aller s’installer dans la capitale, Séoul.

### Samrangdo et Taekkyon

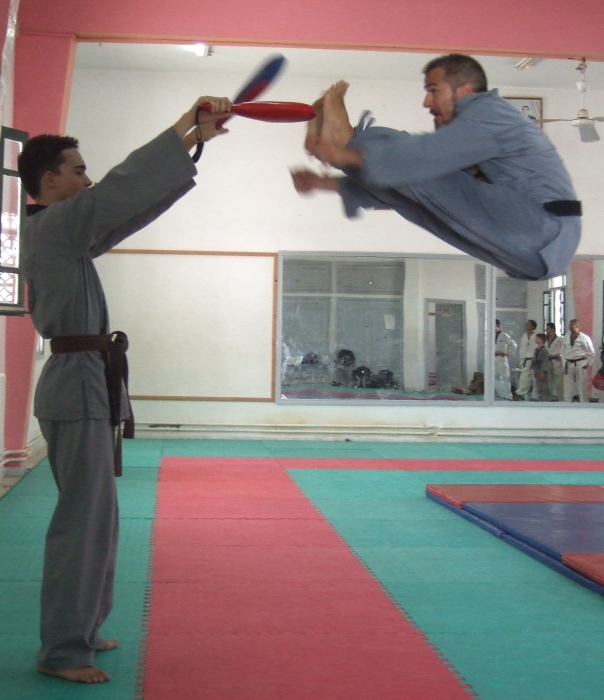
Double coup de pieds de face, tiré du Samrangdo et du Taekkyon, par GM Nicolas Tacchi

Quand Ji Han-jae eut 18 ans, il commença son entraînement auprès de maître Lee Do-sah, fils du médecin de la famille Ji. Quand Ji alla pour la première fois aux États-Unis, il parla de lui sous l’appellation « Lee le Taoïste » (Taoist Lee) car c’était l’expression la plus parlante qu’il put trouver pour décrire Lee, son « Samrangdo » étant assez peu connu (cet ancêtre du Taekkyon aurait sa source dans l'ancienne Corée et aurait été institutionnalisé par les Structures éducatives des Trois Royaumes). L’entraînement de Ji sous la responsabilité de Lee comprenait de longues heures de méditation, le maniement du Jang-Bong (bâton long mesurant environ 1,80 m) et du Dan-Bong (bâton court de la taille d'un avant-bras), et les coups de pied du Taekkyon (ou Tek Gi Yun) coréen. La plupart des exercices que Ji apprit et pratiqua à cette époque sont similaires aux exercices plyométriques pratiqués dans les sports d’aujourd’hui.
En plus des aspects martiaux de l’entraînement, Lee accompagna aussi Ji dans les débuts de son voyage mental et spirituel. Il l’exerça à de nombreuses pratiques méditatives et respiratoires. La plupart de ces exercices était des exercices de développement du Ki (Qi en chinois) très similaires aux pratiques d’Alchimie interne Taoïste (appelées « Sundo »). Ji travailla des mois avec Lee, puis, celui-ci le quitta en lui donnant des exercices lui permettant de pratiquer malgré leur séparation. La plupart de ces exercices étaient soit des pratiques physiques, soit des pratiques méditatives, pour lesquelles Ji pratiqua des heures d’entraînement personnel en solitaire.
Longtemps après son entraînement avec Maître Lee (dans les années 70), Ji Han-jae fit la connaissance de son véritable guide spirituel : « Grand-Mère », une nonne âgée qui dirigeait un centre de soins et avait été l'instructeur de Lee (Dans la culture coréenne, il est considéré comme grossier d’appeler quelqu’un de plus vieux par son nom. De ce fait, Ji ne connaissait cette femme que sous ce surnom de « Grand-Mère ».). Celle-ci lui apprit l'aspect spirituel du Samrangdo, à la demande de Lee qui ne lui avait enseigné que les parties physique et mentale. Elle l'exerça à chanter les mantras du Samrangdo afin de développer son énergie interne et à coordonner ces trois aspects de l'être humain (physique, mental et spirituel) pour qu'ils ne fassent qu'un. Elle lui enseigna comment ouvrir le troisième œil, état comparable à l'illumination bouddhiste. Ces enseignements seraient par la suite la base du « Sin Moo ».

### Fondation du Hapkido moderne

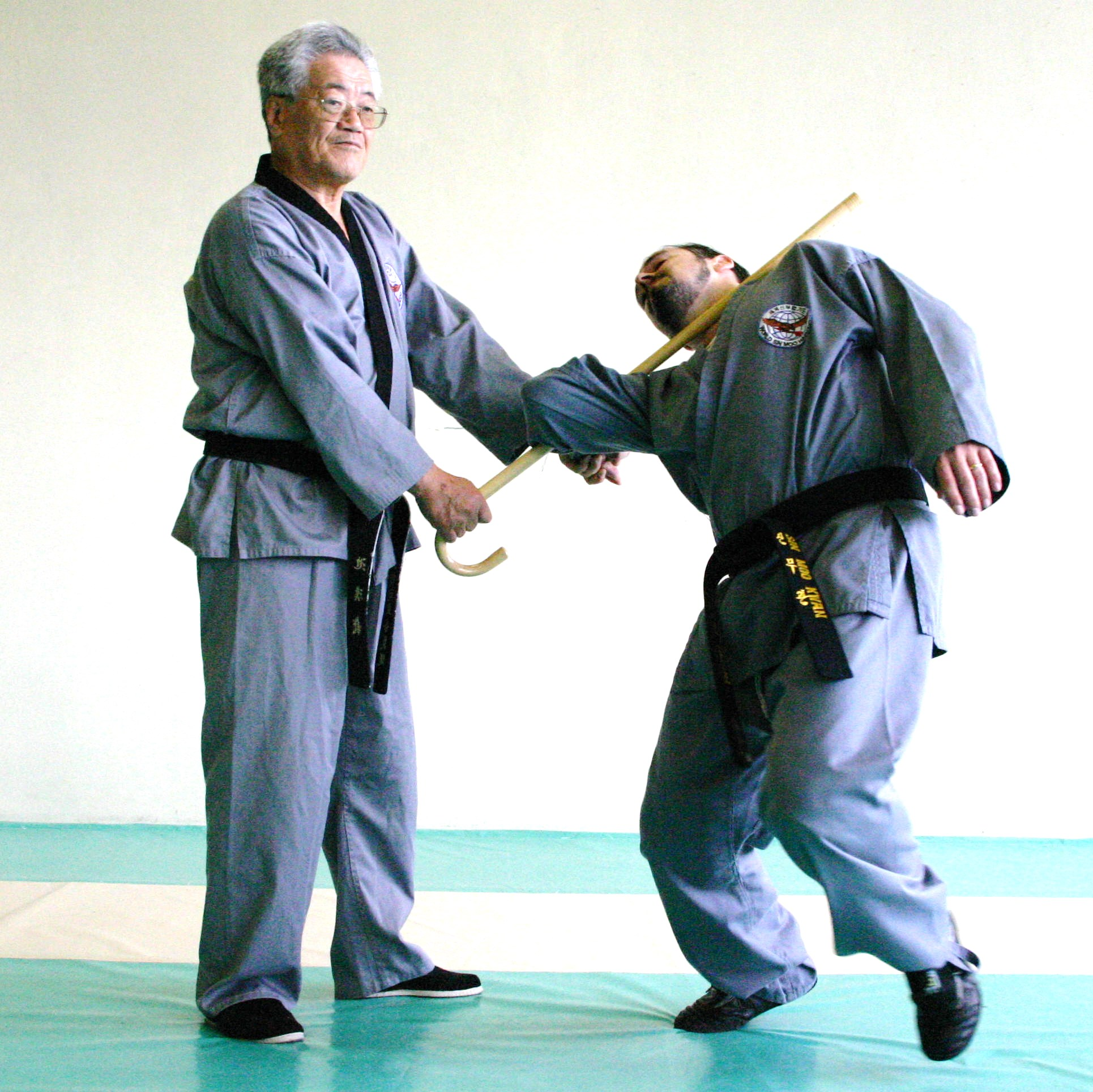
Technique de canne introduite par Ji Han-jae alors qu'il était blessé à la jambe, qu'il exécute ici sur GM Nicolas Tacchi.

Ji ouvrit une école à Andong en 1956, l’appela An Moo Kwan et y enseigna le Yu Kwon Sool. C’est à cette époque que Ji mit beaucoup de ses techniques à l’épreuve. Après de longues journées d’entraînement, il passait par des zones de gang connues et était régulièrement attaqué par une ou, plus souvent, plusieurs personnes. Il déclara qu’entre 20 et 25 ans, s’il ne se battait deux ou trois fois par jour il ne pouvait fermer l’œil de la nuit. À l'époque, ses principaux élèves étaient Hwang In-shik (assistant instructeur, aujourd'hui connu pour ses films d'arts martiaux), Yu Yong-wu, Kwon Tae-man et Oh Se-lim (président de la K.H.F.).
Ji déménagea à Séoul en septembre 1957, emmenant avec lui son élèves Kwon Tae-man et laissant son école à Yu Yong-wu. Là-bas, il ouvrit une autre école qu’il nomma Sung Moo Kwan, et où il enseigna le Dae Han Hapki Yu Kwon Sool (en Japonais : Daï To Ryu Aïki Ju Jutsu). Après avoir déménagé son école en 1958, et continuant à modifier ce qu’il enseignait pour combiner ce qu’il avait appris de ses différents maîtres, Ji a finalement développé un style unique et l’a appelé Hapkido. De la Sung Moo Kwan sont issus de nombreux Grands Maîtres de Hapkido comme Kim Duk-in (Duk Moo Kwan), Kim Jin-pal (maître de Jackie Chan, Sammo Hung, Angela Mao et Carter Wong), Myung Jae-nam (Hankido), Kim Myung-yong (Jin Jung Kwan), Park Song-il (Song Moo Kwan), Han Bong-soo et Myung Kwang-sik (pionniers du Hapkido américain).
Il existe une inextricable controverse quant aux origines du Hapkido : si certains attribuent sa création à Ji Han-jae, d'autres considèrent que c'est son maître, Choi Yong-sul, qui fonda cet art martial. Une explication plausible pourrait être la suivante : à l'époque où il fonda son art (indubitablement différent de celui enseigné par Choi Yong-sul, puisqu'il y ajouta les techniques que lui avait enseigné Lee Do-sah), Ji Han-jae n'avait que 22 ans, et était toujours l'élève de Choi Yong-sul. Par respect pour son maître, Ji Han-jae aurait proposé le nom « Hapkido » à Choi Yong-sul avant de l'adopter pour son propre art, et celui-ci aurait décidé d'enseigner lui aussi sous le nom de Hapkido. Toutefois, ceci n'est qu'une théorie parmi tant d'autres, et il convient soit de s'en tenir à distinguer le Hapkido dit « moderne » de Ji Han-jae (où figurent les techniques de Jang Bong et Dan Bong du Samrangdo et les coups de pied du Taekkyon), et le Hapkido dit « traditionnel » de Choi Yong-sul (qui s'inscrit dans la continuité du Yu Kwon Sul), soit d'accepter que le Hapkido ait eu non pas un mais deux pères fondateurs.

## Expansion du Hapkido (1960-1979)

### En Corée

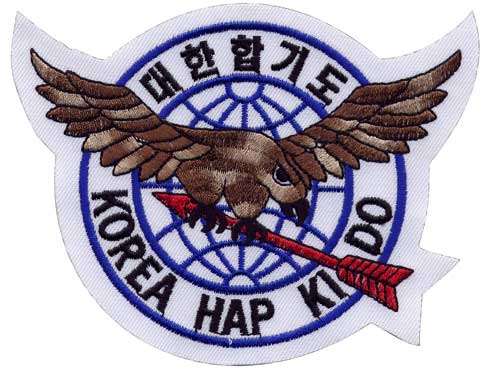
Logo proposé par Ji Han-jae pour le Hapkido en Corée.

Avec cette combinaison unique de techniques et philosophies, Ji passa la plus grande partie des années 1960 et 1961 à affiner le programme d’étude qu’il voulait continuer à enseigner. En 1961, lui et Kim Moo-hong (en) passèrent près de 8 mois à finaliser le programme des coups de pied. Ji adapta cela à l’entraînement mental et spirituel qu’il avait appris de Lee.
En mai 1961, le Général Park Chung-hee devint Président de Corée après un coup d’État militaire. Ji déménagea à Kwan Chul Dong et enseigna en parallèle à son Dojang et à l’Académie Militaire de Corée. Il s’était bâti une réputation et son école, la Sung Moo Kwan, atteignait presque les 500 élèves. Peu après il fut engagé pour enseigner aux forces de sécurité présidentielles assignées à la protection rapprochée de la résidence du Président Park, la Maison Bleue.
Ji devint influent  de par sa position au gouvernement et fut ainsi capable d’étendre son organisation et la diffusion du Hapkido. Tout en travaillant à la Maison Bleue, Ji mena plusieurs tentatives pour unifier les organisations de Hapkido qui avaient surgi en Corée du Sud.
En 1963, Ji Han-jae, Choi Yong-sul et d'autres Maîtres ont décidé de transformer l’appellation pour les Associations Coréennes de Hapkido en Kido. En effet, pendant les troubles succédant à l’arrivée au pouvoir de Park, la contrebande envahit la Corée, en particulier en matière de livres. Ji en trouva un sur l’Aïkido Japonais et vit que les caractères chinois composant le mot Aïkido étaient les mêmes que ceux composant le mot Hapkido. Dégoûté du fait qu’un art japonais ait le « même nom » que le sien, il décida de renommer celui-ci simplement par « Kido ». Ce nom fut alors conservé par commodité par rapport au Japon.
Une grande partie des meilleurs élèves de Ji appartenant à l’école Sung Moo Kwan ne voulurent pas adopter ce nouveau nom, et en 1965, Ji Han-jae quitta l’Association Coréenne de Kido et créa l’Association Coréenne de Hapkido avec l’aide de ses élèves et grâce au président Park. Ses élèves continuèrent à appeler leur art martial Hapkido, et continuèrent à l’enseigner comme ils l’avaient appris. À cette époque, Ji était devenu une personne puissante au gouvernement grâce à son statut d’instructeur. En 1973, en fusionnant à son Association de Hapkido celles de Kim Moo-hong et de Myung Jae-nam (en), ils formèrent l'« Association de Hapkido de République de Corée ». Choi Dae-hoon en fut élu président et Ji, vice-président senior.

### Aux États-Unis
En 1969, Ji alla pour la première fois aux États-Unis au cours d’un échange avec les forces de sécurité du président Nixon. Il enseigna le Hapkido aux services secrets américains et forces spéciales telles que l’OSI, le FBI et la CIA. Alors qu’il visitait la base Air Force Andrews, son ami le grand maître de Taekwondo Jhoon Rhee (en) lui présenta Bruce Lee. Celui-ci fut impressionné par les techniques de Ji et lui demanda de venir les lui enseigner à Hong-Kong.

### Carrière au cinéma
Ji voyagea à travers l’Asie à cette époque tandis qu’il passait le plus clair de son temps à Hong-Kong, à la disposition de Bruce Lee, pour travailler dans l’industrie du cinéma. Il  fut engagé par Golden Harvest pour aider les chorégraphes des films d’arts martiaux et jouer un rôle dans certains desdits films. Il passa une partie de son temps à travailler à Hong-Kong, mais se chargea aussi d’entraînements et de films en Corée de 1972 à 1975. À cette époque, Ji enseigna à des vedettes de cinéma et à des maîtres d’arts martiaux tels que Kim Jin-pal (qui enseigna plus tard le Hapkido à Jackie Chan), Hwang In-Shik (en), Angela Mao, Sammo Hung, ainsi que Bruce Lee et bien d’autres. Certaines de ces stars vinrent réellement s’entraîner au Dojang principal de l’Association Coréenne de Hapkido en 1972.
À travers une courte carrière dans le cinéma, Ji apparut dans au moins quatre films : « Hapkido » (sorti en France sous le nom de « Dynamique Dragon contre boxeurs chinois »), « Fist of Unicorn (en) », « Le Maître de Taekwondo », et le plus connu, « Le Jeu de la Mort » de Bruce Lee, dans lequel il joua probablement son meilleur et plus célèbre rôle. Lee s’entraîna comme élève de Ji pendant une courte période qu’il passa à Hong-Kong, travaillant pour Golden Harvest. Ji travailla des heures avec Lee et d’autres acteurs, et durant cette période il aida Lee à soigner la blessure au dos dont il souffrait depuis quelque temps.
Ji est le seul personnage qui n’est pas tué par Bruce Lee dans Le Jeu de la Mort. Ji ne l’aurait pas accepté étant donné qu’il avait affirmé que Lee ne pourrait jamais le battre dans la vraie vie. Il est seulement blessé à la fin de leur combat : on le voit se rouler par terre à ce moment.
| Année | Titre                                                        | Lien               |
| ----- | ------------------------------------------------------------ | ------------------ |
| 1972  | Hap Ki Do (Dynamique Dragon contre boxeurs chinois) (合氣道) | Photos du tournage |
| 1973  | Fist of Unicorn (en) (The Unicorn Palm; 麒麟掌)              | Photos du tournage |
| 1975  | Le Maître de Taekwondo (女子跆拳群英會)                      | Photos du tournage |
| 1978  | Game of Death (Le Jeu de la mort) (死亡遊戲)                 | Allociné           |

### Crise politique en Corée
Le 26 octobre 1979, Kim Jae-gyu, le directeur de la CIA Coréenne, assassina le Président Park Chung-hee à la Maison Bleue. Kim et les autres conspirateurs tuèrent aussi le garde du corps en chef du président, son chauffeur et deux autres membres de la sécurité. À quatre heures du matin, quand la mort du président fut confirmée, la loi martiale fut imposée dans tout le pays, partout des troupes furent déployées.
Les affrontements au sein du gouvernement et de l’armée, qui à cette époque contrôlait presque tout le pays, forcèrent beaucoup d’élus proches de Park à démissionner à la suite de l’assassinat. Au milieu de tout ce chaos, Ji quitta ses fonctions. Plusieurs de ces démissionnaires furent arrêtés et  certains exécutés alors que croissaient les troubles politiques. À cause de son ancienne position au sein du pouvoir, Ji devint une cible durant le désordre qui s’en suivi.

## Du Hapkido au Sin Moo Hapkido (1980-1989)

### La prison et l'exil

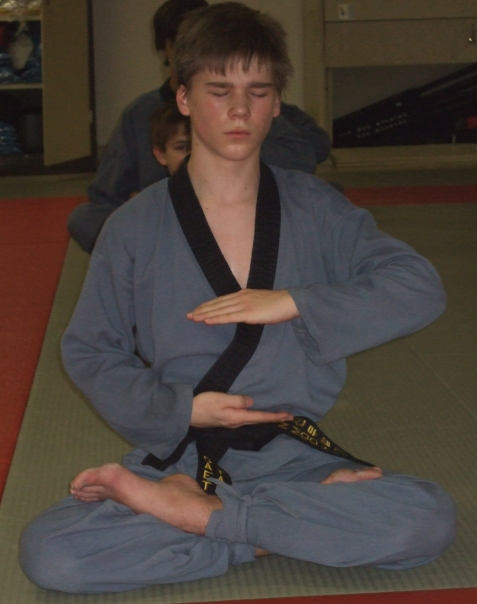
Travail de la méditation, issu du Samrangdo, perfectionné par Ji Han-jae pendant son emprisonnement, ici exécuté par Gaetano Tacchi.

Avec les turbulences suivant l’assassinat de Park, Ji se retrouva coincé au milieu d’une lutte politique pour le pouvoir. À cause de ses implications politiques, avec le changement de l’année 1980, Ji et son organisation furent accusés de fraude fiscale et Ji fut condamné à une peine d’un an de prison.
En prison, Ji pouvait pratiquer ses techniques de méditation pendant des heures. Il a aussi lu la Bible pour la première fois. C’était le seul livre autorisé en prison, traduit en anglais et coréen. À le lire et le relire sans arrêt, Ji retrouva beaucoup de similitudes avec sa première formation philosophique, énergétique et méditative. Confirmant plusieurs de ses idées, Ji utilisa plus tard des histoires bibliques pour faciliter l’enseignement auprès de ses élèves occidentaux, sachant que la plupart d’entre eux seraient plus familiarisés avec les enseignements judéo-chrétiens que les enseignements taoïstes, bouddhistes ou confucianistes. C'est ainsi que naquit le concept philosophique et spirituel du Sin Moo.
Ji purgea sa peine à hauteur de 10 mois de prison. Après sa remise en liberté, il resta en Corée et travailla au Temple Hanul Gyo à Hyoja Dong, pour le chef religieux Shin Jung-il. Il fut garde du corps et servit aussi de conseiller. Pendant ce temps, Maître Merril Jung et des membres de l’Association de Hapkido de Californie du Nord purent retrouver Ji et organiser un stage. Jung avait rencontré Ji en 1972 lors d’un voyage en Corée pour s’entraîner au Quartier Général de l’Association Coréenne de Hapkido. Jung et ses étudiants purent alors inciter Ji à recommencer à enseigner, et avec leur aide, Ji fonda l’Association Coréenne de Sin Moo Hapkido. Ji projetait  de quitter la Corée, mais il ne pouvait se procurer un passeport pour les États-Unis… Toutefois, grâce à Jung et ses élèves, il put obtenir un visa pour l’Allemagne de l’Ouest, et de là ils l’amenèrent jusqu’aux États-Unis.
Il voyagea à Offenbach et occupa la maison d’un certain Song Il-hak, pionnier du Hapkido en Allemagne et absent pour cause d’études d’acuponcture et médecine orientale à San Francisco. Là-bas, Ji enseigna au Gymnase International d’Arts Martiaux. Bien qu’il y eût une petite communauté Coréenne, il ne parlait pas un mot d’Allemand et se rendit vite compte qu’enseigner le Hapkido à l'étranger était bien différent de tout ce qu’il avait pu imaginer. Heureusement, cette désillusion ne fut qu’une étape avant que Jung et ses élèves ne puissent organiser son départ pour les États-Unis en lui faisant faire un visa.

### Installation aux États-Unis

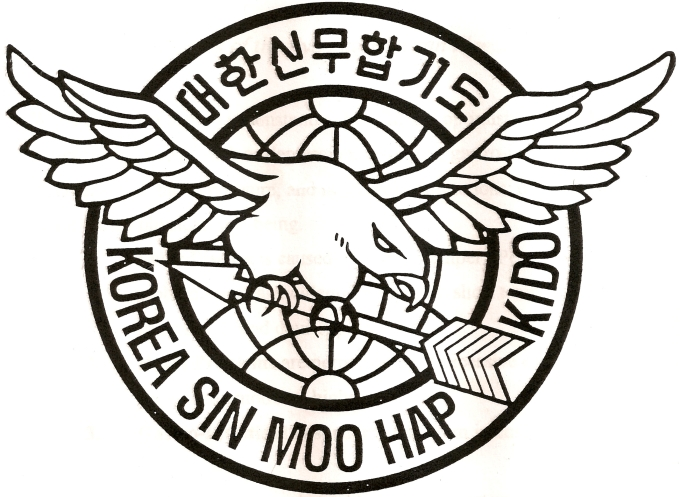
Le logo d'origine : bien qu'enseigné pour la première fois aux États-Unis, le Sin Moo Hapkido fut mis en place en Corée.

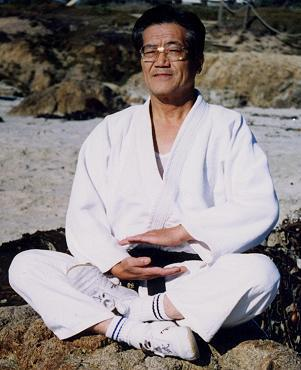
Ji Han-jae en méditation aux États-Unis

Après seulement trois mois donc, Maître Jung et ses élèves, notamment Stuart Forrest et Bob Wixten, parvinrent à obtenir un visa pour Ji Han-jae, qui quitta l’Allemagne pour les États-Unis. Il y voyagea beaucoup pour implanter et étendre sa nouvelle association.
À son arrivée, Ji dispensa des cours dans une auberge de jeunesse (une « young men’s christian association ») pour Maître Jung, avec qui il vécut les dix premiers mois. Ji voyagea aussi, dans les premiers mois suivant son arrivée, car ses premiers élèves voulaient le voir, et il fit des démonstrations et des apparitions à la TV, la plupart en Californie.
Ji inaugura son premier Dojang de Sin Moo Hapkido à Daly City (à « Mission Street ») en juin 1984 après la reprise de Maître Shin Dong-ee. Cette école accueillit plusieurs élèves tels que Jung, Francisco Abungan, Yung Freda, Sinoe Era, Greg Levin, Nassar Sharabianlou, Glenn Uesugi et d’autres élèves de Jung.
Ji ouvrit sa seconde école en 1986 à l’adresse 731 Kains Avenue à San Bruno en Californie, dirigée avec l’assistance de son ex-femme Debbie. Ji dispensait des cours de méditation le matin à quelques-uns de ses élèves. Maître Jung assistait et dirigeait des cours pour enfant pendant la journée. Ji donna des leçons tous les jours à un petit groupe d’élèves et Freda fut le premier instructeur du soir. Beaucoup d’élèves vinrent et partirent, mais peu continuèrent jusqu’aux grades les plus élevés. Le 4 avril 1987, Ji introduisit les techniques de réanimation du Sin Moo Hapkido dans un séminaire spécial. Il était question de points vitaux, et de guérison de plusieurs blessures qui peuvent arriver dans le Dojang. Ji était inflexible sur le fait qu’un instructeur ne pouvait avoir sa propre école sans connaître ces techniques importantes.
Après environ 2 ans, cette école fut fermée. Ji donna des cours dans une école de danse à Palo Alto et des leçons à Millbrae, mais rien de tout ça ne put durer très longtemps. Il eut un bon nombre d’étudiants de Stanford, après une démonstration, mais pas un ne resta durablement.
En 1987, le Docteur Kim He-young déménagea de Bâton Rouge, Louisiane, en Californie, après que son beau-père tomba malade. Kim resta en Californie jusqu’en 1990 et reçut la responsabilité d’écrire un livre destiné au grand public sur le Hapkido (Kim avait à l’époque rédigé déjà deux livres : « Kuk Sool : Traditional Korean Martial Art » et « Philosophy of Masters », et en 1989 il forma avec l’appui de Ji son propre art martial : le Hanmudo). Ji lui donna donc une compilation de notes avec plus de 1200 techniques et des informations qu’il pourrait ensuite passer au crible et organiser. Il passèrent des heures ensemble à prendre des notes et faire des enregistrements avec zèle pour obtenir la matière première de ce que l’on reconnaît comme la Bible du Hapkido qui fut publié sous le nom Hapkido.

## Expansion du Sin Moo Hapkido (1990-aujourd'hui)

### En Occident

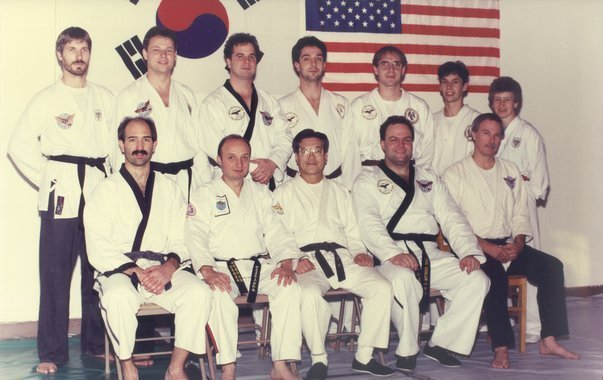
Premier stage avec travail du programme de la ceinture verte à la ceinture noire 4e DAN en 10 jours à raison de 8 h à 9 h par jour. San Francisco, Sunset en 1990.

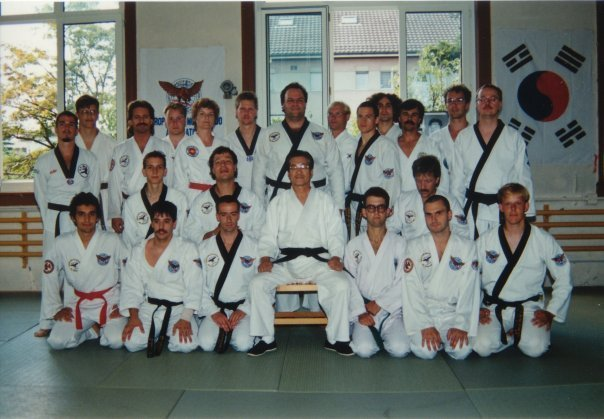
Premier stage en Europe avec travail du programme de la ceinture verte à la ceinture noire 4e DAN en 10 jours à raison de 8 h à 9 h par jour. Chez GM Jürg Ziegler en Suisse, en 1995.

Après que le Dojang de San Bruno eut fermé en 1989, l’attention de Ji se reporta sur l’expansion du Hapkido dans le monde plutôt que sur l’enseignement journalier, et sur la formation de pratiquants déjà assez avancés pour en faire des instructeurs. Comme Ji avait déjà un nombre suffisant d’élèves expérimentés, il commença à donner des séminaires d’instructeur de 5 ou 10 jours de cours intensifs. Ces stages donnaient un rapide aperçu du programme auquel les instructeurs pourraient ensuite ajouter certaines choses de ce qu’ils enseignaient déjà.
Après environ 6 ans, Ji avait plusieurs écoles et donnait des cours à San Francisco, Pacific Grove, Monterey, ainsi qu’à Levittown en Pennsylvanie, pendant une courte période. Les cours avaient lieu dans des petits sous-sols, des garages, et dans ses grands Dojangs qu’il eut à certaines époques, mais le plus souvent dans les écoles de ses élèves. Une des plus grandes écoles était à Pacific Grove, où Ji donna plusieurs longs stages.
La plupart de ces stages de formation eurent lieu à « Bay Area » en Californie, mais certains furent formés dans différentes régions du pays et dans le monde entier. En 1995, Ji commença à beaucoup voyager, notamment avec son premier retour en Europe depuis 1983. Freda l’assista souvent lors de ses voyages internationaux, et Levin voyagea aussi avec lui pour certains de ses voyages sur la côte Est. Ji participa à de nombreux stages en Europe, notamment en Irlande, en France, en Belgique, en Suisse, en Autriche, en Espagne et en Finlande.
En 1997, Ji déménagea sur la côte Est et commença à donner quotidiennement des stages à Voorhees dans le New Jersey au Dojang de Ken MacKenzie. Ji enseigna aussi des cours d’instructeur pour John Godwin à Delaware au début de l’année suivante. Le dojang du New Jersey devint l’école principale de la World Sin Moo Hapkido Federation que lui et MacKenzie formeraient l’année suivante.
En avril 1999, MacKenzie organisa un stage d’instructeur international de 6 jours, dirigé par Ji Han-jae assisté de Freda, auquel assistèrent des instructeurs du monde entier et comportant une présentation de l’histoire du Hapkido par le Dr Kim He-young et un banquet célébrant les 50 ans d’expérience de Ji dans les arts martiaux.

### Les débuts à l'échelle mondiale

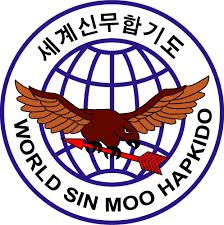
Le logo du Sin Moo Hapkido, après sa diffusion dans le monde entier.

À cause de l’expansion rapide du Sin Moo Hapkido dans le monde après ses 15 premières années, Ji décida de changer le nom originel de Korea Sin Moo Hapkido Association en World Sin Moo Hapkido Association. Cette nouvelle association devait marquer l’entrée dans une nouvelle ère pour l’art avec un changement d’uniforme, de ceintures et de diplômes de grade. Ji se lança aussi dans le marketing et la production de vidéos officielles avec maître John Godwin et Ed Samane. Tout devait être édité l’année suivante, mais cela prit près de 8 ans avant de terminer les enregistrements. Bien qu’une large portion du matériel de Sin Moo Hapkido fût disponible, Ji était impatient que cela progresse, négligea la phase d’édition, et la plupart des techniques ne furent prises qu’une fois. Aussi, à cause d’une blessure, Ji ne put pas faire la démonstration du large panel de coups de pied ainsi que de plusieurs techniques pour la production des vidéos, dont la première série est sortie en 2008.
En 2001, Ji ouvrit un petit Dojang dans une église coréenne sur Willow Avenue à Elkin’s Park en Pennsylvanie. La plupart des élèves étaient des enfants et des adolescents membres de l’église. L'homme d'affaires David Suh, qui avait déjà pratiqué le Judo, assista à quelques cours. Cela devint le Dojang principal du Sin Moo Hapkido pendant environ un an.
En août 2002, Ji voyagea en Corée pour une conférence avec les plus hauts pratiquants de Hapkido dans le but de créer une organisation mondiale et unifiée de Hapkido. Beaucoup d’instructeurs notables comme Seo Bok-Seob (en), Seo In-sun, et bien d’autres participèrent à l’événement. Un long stage d’instructeur et une démonstration étaient prévus et Ji devait être assisté de Scott Yates, Sean Bradley, et John Lee. Des pluies torrentielles et de graves inondations en Corée firent annuler l’événement.
Puis en octobre, Ji retourna en Corée avec certains de ses plus anciens élèves. L’objectif était de former la World Hapkido Association avec l’aide du Dr Lo Young-chul et de David Suh, et le soutien du gouvernement Sud-Coréen et la réputation du Sin Moo Hapkido en Corée. Malheureusement, la plupart des financements avaient été perdus dans les troubles d’août, et l’organisation ne devint pas ce qui était prévu .
De 2002 à 2006, Ji restreignit ses voyages en Europe, Grand Maître Juerg Ziegler, son meilleur élève européen, y assurant le développement du Sin Moo Hapkido. Avec un seul voyage en France et en Espagne en mars 2003, Ji se retourna vers les pays de l’Ouest et enseigna seulement en Amérique du Nord et du Sud. Donnant régulièrement des cours au Delaware, il voyagea aux États-Unis et organisa des stages en Floride, dans le Colorado, en Pennsylvanie, dans le Tennessee, au New Jersey, dans le Connecticut, au Texas, en Géorgie et dans l’État de Washington. Hors des États-Unis, il en fit aussi au Mexique, au Canada, en Colombie, en Argentine et en Équateur.

### L'essor international du Sin Moo Hapkido

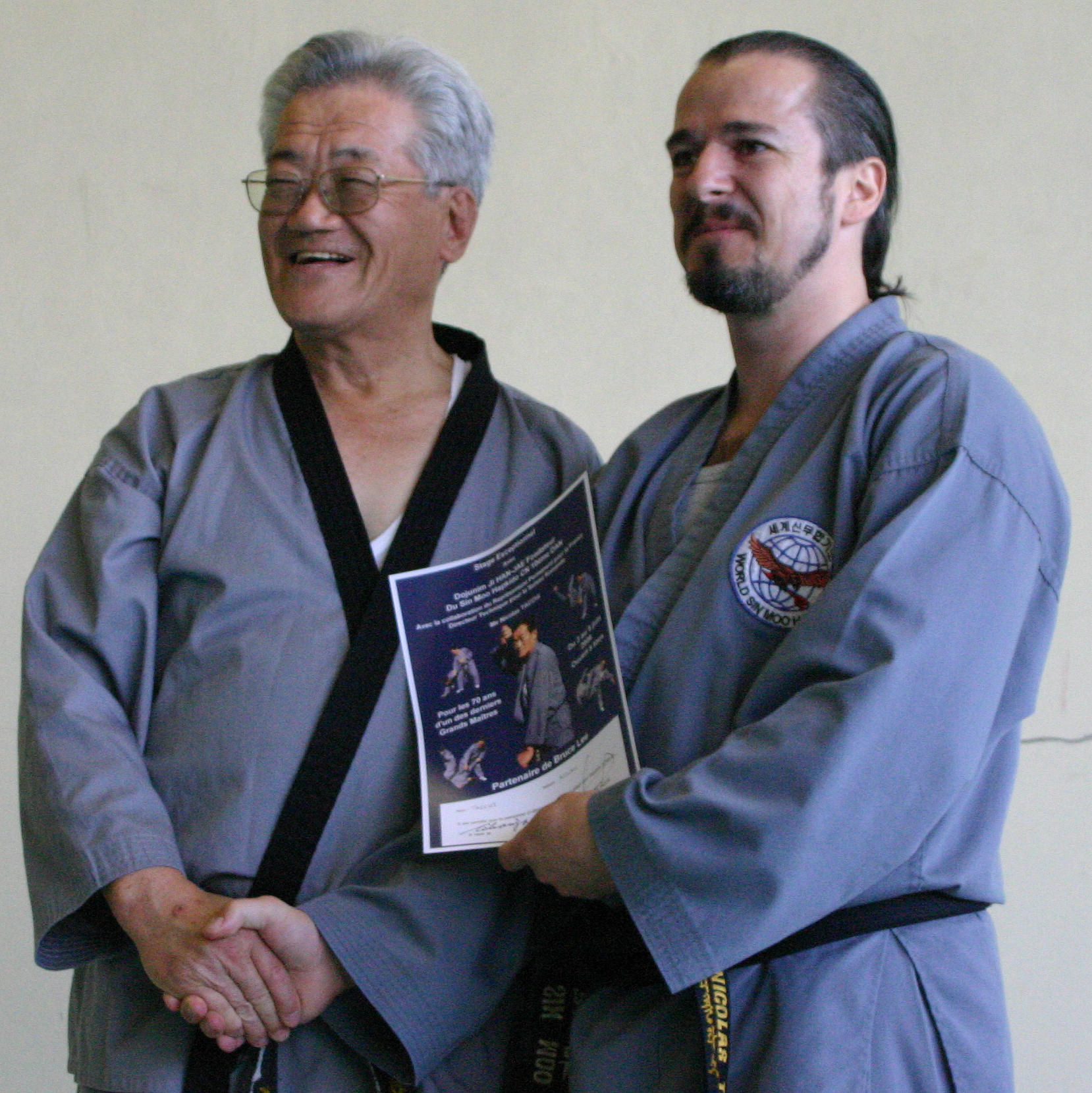
Ji Han-jae et GM Nicolas Tacchi au dernier stage de Sin Moo Hapkido à Vandœuvre-lès-Nancy en France, en 2006.

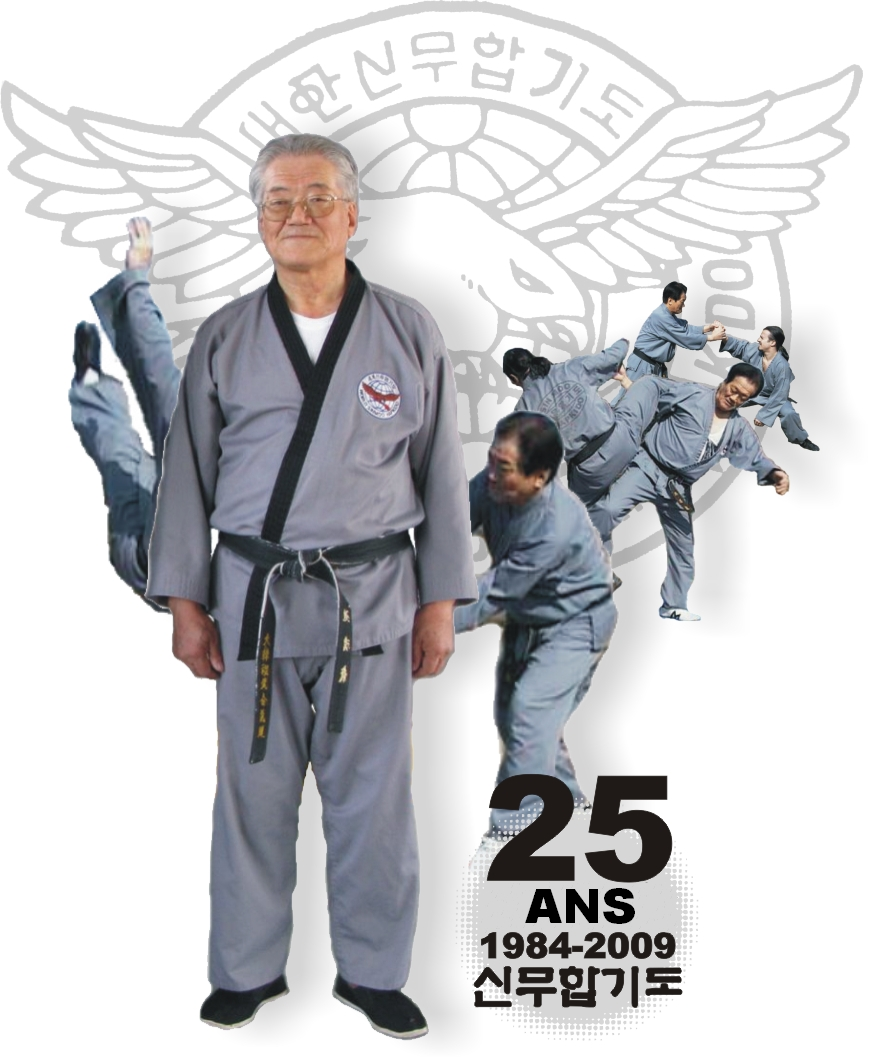
Pour les 25 ans depuis la création du Sin Moo Hapkido

En 2006, Ji fêta ses 70 ans par son retour en Europe. Après un court stage en France avec Grand Maître Nicolas Tacchi, il alla à Valence, en Espagne, le 11 juin. L’Association Européenne de Sin Moo Hapkido, avec Grand Maître Rafael Balbastre et Grand Maître Juerg Ziegler, soutint l’événement. Des élèves vinrent de toute l’Europe pour célébrer cette occasion qui fut marquée par un stage et un banquet.
La fête continua ensuite aux États-Unis, sur la Côte Est, avec la nouvellement formée North American Sin Moo Hapkido Federation. Hébergé par MacKenzie et son bras droit Scott Yates, le premier sommet du Hapkido se tint du 23 au 28 octobre 2006 et consista entre autres en un stage de cinq jours donné par Ji et des instructeurs invités  tel que le Dr Kim He-young. La semaine d’entraînement intensif culmina avec un banquet d’anniversaire avec des représentants de 11 pays différents et plus de 20 maîtres dans l’assistance.
La célébration finale ramena Ji aux racines du Sin Moo Hapkido, où tout commença, à San Francisco. Hébergé par son plus ancien élève Merril Jung et assisté par Stuart Forrest et Rich Goldstein, de la World Martial Arts Union, un banquet de plus de 200 invités se tint au restaurant Four Seas de la fameuse Chinatown de San Francisco. Ce fut l’occasion d’une rencontre entre anciens et nouveaux élèves et instructeurs de Sin Moo Hapkido.
De 2006 à 2010, Ji continua à voyager et enseigner dans le monde entier. Il donnait toujours ses cours régulièrement au Delaware pour John Godwin, et des leçons occasionnelles dans le New Jersey et en Pennsylvanie pour Ken MacKenzie, Ian Cyrus, et une poignée d’autres instructeurs de la zone. En décembre 2006 il voyagea pour la première fois en Afrique lors d’un stage à Nouakchott, en Mauritanie, avec l’assistance des Grands Maîtres de Taekwondo Shin et Bradley. En novembre 2009, il voyagea au Moyen-Orient pour la première fois. Avec Ghorbani et Azad, Ji enseigna en Iran où il fut accueilli comme une célébrité internationale. De plus, il voyagea dans les États-Unis et fit des stages en Géorgie, à New York, à Washington et en Californie. Internationalement, il enseigna au Mexique, en Finlande, en Belgique, en Suisse, en Lettonie, en Irlande, en France et au Brésil.

### Le fruit d'une vie

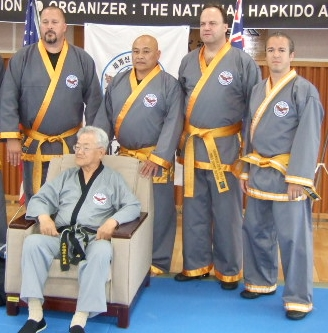
Le premier stage international de Sin Moo Hapkido en Corée, réunissant les plus grands maîtres, en 2010. Assis : DoJuNim Ji Han-jae, debout de gauche à droite : GM Ken MacKenzie, GM Merrill Jung, GM Jürg Ziegler, GM Nicolas Tacchi.

Le 8 août 2009, Ji fut honoré au 25e anniversaire de la création du Sin Moo Hapkido qui eut lieu à Foster City en Californie. Organisé par le Sin Moo Hapkido Legacy Group, cet événement regroupa d’anciens maîtres venus du monde entier et culmina avec une conférence sur la philosophie et la méditation. 2009 marqua aussi les 60 ans d’implication personnelle de Ji dans les Arts Martiaux ! En décembre 2009, Ji fut honoré par le magazine « Black Belt » du titre « d’homme de l’année », pour toutes ses contributions dans le monde des arts martiaux. Ji projeta de se retirer partiellement de l’enseignement en 2010, bien qu’il l’ait déjà dit plusieurs fois avant.
Le 8 janvier 2010, Ji fut honoré par le magazine « Action Martial Art » à l’hôtel Tropicana et au Casino d’Atlantic City comme membre du Hall of Fame (Hall des célébrités). Avec presque 1500 spectateurs, certains de ses élèves présent comme Ziegler, MacKenzie, Godwin, Yates et Zmugg, il fit des stages pour la réputation du Sin Moo Hapkido.
Le 13 janvier 2010, Ji retourna en Corée pour y enseigner pour la première fois depuis son départ en 1983. Sous l’organisation de Kim Nam-jae et la Fédération Coréenne de Hapkido, Ji donna un stage de plusieurs jours à l’Université Sun Moon de Cheonan. Après une rencontre avec des anciens élèves tels que Hwang Deok-kyu et Kim Nam-jae, Ji, avec l’assistance de Bradley, enseigna à plus de 70 ceintures noires et maîtres à la World Police Martial Art Conference. Ji voyagea ensuite à l’Île Jeju où il fit un second stage, hébergé par Kim Nam-gyo, aux instructeurs de l’île. Ji revint à Séoul et rencontra d’anciens étudiants une fois de plus pour discuter de l’avenir du Sin Moo Hapkido.
Depuis 2010, Ji Han-jae organise chaque année des sommets internationaux de Sin Moo Hapkido auxquels il convie tous les Maîtres de Hapkido. Il a également opéré un rapprochement avec la Korea Hapkido Federation, nouveau nom pour la République des Associations Coréennes de Hapkido, aujourd'hui dirigée par Oh Se-lim.
En 2014, Ji Han-jae a ouvert le Sin Moo Hapkido au système des Kwans : sur le tronc commun fourni par son Sin Moo Hapkido, ses meilleurs élèves sont appelés à construire leur propre style, selon leurs sensibilités. Ainsi sont apparus par exemple les styles Yu Sool Kwan, Tang Soo Kwan, Jah Gak Kwan, nés du mariage entre le Sin Moo Hapkido et respectivement le Judo, le Tang Soo Do, et le Kick Boxing. D'autres styles se basent davantage sur des notions philosophiques, comme l'Anu Kwan, versé dans la spiritualité d'origine hébraïque, ou encore le Sam Il Kwan, qui retourne aux sources de la tradition orientale. D'autres enfin tentent de faire une synthèse des techniques étudiées par leur Fondateur, comme c'est le cas pour le Sam Rang Kwan et le Yu Shin Kwan. Depuis mai 2016, la Francophonie et l'Afrique ont leur propre école : le Jeong Hak Kwan. Pour coordonner ces différentes écoles, Ji Han-jae a également nommé deux leaders (Ken MacKenzie pour les États-Unis, et Jürg Ziegler pour l'Europe), à la tête de l'Association Sin Moo (assemblée constituée de tous les Maîtres de Sin Moo Hapkido, minimum sixième dan) : ainsi, son héritage, le fruit de toute une vie passée à développer son art, est assuré pour les générations futures.